# Antiproton
L'antiproton est l'antiparticule du proton. Les antiprotons sont stables, mais ils ont généralement une durée de vie courte, une collision avec un proton ordinaire faisant disparaître les deux particules.

## Découverte
L'antiproton est observé pour la première fois en 1955, au cours d'une expérience conduite dans le bevatron du laboratoire national Lawrence-Berkeley, un accélérateur de particules. Quatre ans plus tard, les physiciens américains Emilio Segrè et Owen Chamberlain reçoivent le prix Nobel de physique pour la découverte de cette antiparticule.
En 1965, des chercheurs du CERN, en Suisse, créent des antinoyaux d'atomes, par association d'antiprotons et d'antineutrons (antideutérium). Trente ans après, le CERN annonce la création d'atomes d'antihydrogène, formés, chacun, d'un antiproton et d'un positon. En 2010, une publication du CERN, dans la revue britannique Nature, décrit la production, la capture et la conservation pendant un dixième de seconde d'une trentaine d'antiatomes d'hydrogène, une durée de vie suffisante pour étudier leurs propriétés,.

## Masse
La masse de l'antiproton (en fait, le rapport de cette masse à celle de l'électron) est mesurée en 2011 à l'Institut Max-Planck d'optique quantique (Garching bei München, Allemagne) avec une précision de 8 × 10−10 (0,8 milliardième) : aucune différence entre les masses du proton et de l'antiproton n'est décelée à ce niveau de précision,. En 2015, cette limite supérieure est abaissée à 6,9 × 10−11 (~0,07 milliardième).

## Production
Il est possible de créer des antiprotons par une collision de particules à haute énergie qui les porte à une température deux millions de fois plus importante que celle de la matière située au centre du Soleil, ce qui nécessite de les refroidir très fortement,.